# Partie génératrice d'un groupe
Pour les articles homonymes, voir Génératrice.
En théorie des groupes, une partie génératrice d'un groupe est une partie A de ce groupe telle que tout élément du groupe s'écrit comme produit d'un nombre fini d'éléments de A et de leurs inverses.
Un groupe est dit de type fini lorsqu'il admet une partie génératrice finie. Un groupe engendré par un seul élément est isomorphe soit au groupe additif des entiers relatifs (ℤ, +), soit à un groupe additif de classes modulo n (ℤ/nℤ, +) ; on dit que c'est un groupe monogène. Les sous-groupes des groupes commutatifs de type fini sont également de type fini, mais cela n'est pas vrai sans hypothèse de commutativité.

## Sous-groupe engendré par une partie
Soit G un groupe. Toute intersection de sous-groupes de G est un sous-groupe de G. Pour une partie S de G, il existe un sous-groupe de G minimal pour l'inclusion parmi les sous-groupes contenant S, à savoir l'intersection de tous les sous-groupes contenant S. On l'appelle sous-groupe engendré par S, et on le note ⟨S⟩.
Description : On dispose d'une description explicite des éléments du groupe ⟨S⟩. Ce sont exactement les produits d'éléments ou d'inverses de S :
- Dans le groupe cyclique ℤ/nℤ, le sous-groupe engendré par la classe d'un entier k est isomorphe au sous-groupe ℤ/(n/d)ℤ où d désigne le PGCD de k et de n.
- Dans le cas d'un groupe G fini, l'inverse d'un élément x est une puissance de x (plus précisément, on a x−1 = xd–1, où d désigne l'ordre de x). Par suite, le sous-groupe engendré par un sous-ensemble S d'un groupe fini G, est l'ensemble des éléments de G qui sont produits d'éléments de S.

## Partie génératrice d'un groupe
On dit que S est une partie génératrice du groupe G, ou que G est engendré par S, lorsque le sous-groupe engendré par S est G :
Autrement dit, tout élément de G est produit d'éléments de S ou de leurs inverses. 
- Tout groupe G a au moins deux parties génératrices : G lui-même et G\{e}, où e désigne l'élément neutre de G.
- Pour tout sous-groupe H de G différent de G, le complémentaire S = G\H est une partie génératrice de G (en effet, tout élément de G appartient soit à S, soit à H, et dans le second cas, il s'écrit comme produit de deux éléments de S, dont l'un est choisi arbitrairement et l'autre est déterminé par ce choix).

Tout groupe fini d'ordre n possède une partie génératrice d'ordre {\displaystyle \leq \sum _{p\in {\mathcal {P}}}\alpha _{p}\leq \lfloor \log _{2}n\rfloor }, où {\displaystyle n=\prod _{p\in {\mathcal {P}}}p^{\alpha _{p}}} est la décomposition de n en facteurs premiers.

## Groupes de type fini

### Groupe monogène et groupe cyclique
Un groupe est dit monogène, s'il est engendré par un seul de ses éléments :
Si de plus il est fini, il est dit cyclique. 
La classification des groupes monogènes n'est pas difficile. Si a engendre G, le morphisme de groupes ℤ → G, n ↦ an est surjectif. Par le théorème d'isomorphisme, cet homomorphisme induit l'isomorphisme : G≃ℤ/ker(f). Or, ker(f) est un sous-groupe de ℤ, et ces sous-groupes sont bien connus : il s'agit des groupes nℤ avec n entier naturel. L'isomorphisme ci-dessus s'écrit alors : G ≃ ℤ/nℤ.
À isomorphisme près, il existe un unique groupe monogène infini (correspondant à n = 0), et pour chaque entier n > 0, un unique groupe cyclique de cardinal n.
Les générateurs de ℤ/nℤ sont exactement les classes des entiers k premiers avec n. Le nombre de ces classes est noté φ(n). La fonction φ est l'indicatrice d'Euler, elle joue un grand rôle en arithmétique.

### Groupe de type fini
Un groupe est dit de type fini s'il possède une partie génératrice finie.
Cela revient à dire que le groupe est un quotient d'un groupe libre sur un nombre fini de générateurs.
Pour les groupes de type fini quelconques, on peut faire quelques remarques générales :
- Tout groupe de type fini est au plus dénombrable, mais la réciproque est fausse : par exemple, le groupe additif des rationnels n'est pas de type fini (car il est abélien divisible et non trivial).
- Soient G un groupe et H un sous-groupe distingué. Si G est de type fini alors le groupe quotient G/H aussi. Si H et G/H sont de type fini alors G aussi.
- Tout sous-groupe d'indice fini d'un groupe de type fini est également de type fini (cf. Théorème de Nielsen-Schreier, ou Lemme de Schreier).
- Un sous-groupe, même distingué, d'un groupe de type fini n'est pas toujours de type fini : par exemple, le groupe dérivé du groupe libre F{a, b}sur deux générateurs a et b est le groupe libre sur une infinité dénombrable de générateurs : les commutateurs [am, bn] pour tous les entiers m, n non nuls.
- Un groupe est dit noethérien si tous ses sous-groupes sont de type fini, ou encore, si l'ensemble de ses sous-groupes (ordonné par l'inclusion) vérifie la condition de chaîne ascendante. Tout groupe polycyclique (en) (en particulier tout groupe super-résoluble), est noethérien : ses sous-groupes sont même de présentation finie.
- Un groupe est dit artinien si l'ensemble de ses sous-groupes vérifie la condition de chaîne descendante. Toute extension d'un groupe abélien artinien par un groupe fini est un groupe artinien.

Pour un groupe abélien, ces deux notions sont respectivement équivalentes à celles de module noethérien et de module artinien (sur ℤ). Les groupes abéliens noethériens sont donc les groupes abéliens de type fini, et les groupes abéliens artiniens sont les produits directs  d'un groupe abélien fini par un nombre fini de groupes de Prüfer.
Tout groupe abélien de type fini est produit direct d'un nombre fini de groupes monogènes : il existe même un unique entier r et une unique suite finie d'entiers naturels dont chacun divise le suivant, {\displaystyle n_{1}|n_{2}|\dots |n_{s}}, tels que G soit isomorphe à {\displaystyle \mathbb {Z} ^{r}\times \mathbb {Z} /n_{1}\mathbb {Z} \times \dots \times \mathbb {Z} /n_{s}\mathbb {Z} }. Le cas particulier des groupes abéliens finis (r = 0) est le théorème de Kronecker.

## Un exemple de partie génératrice
Soit K un corps commutatif, le groupe spécial linéaire SLn(K) est engendré par les matrices de transvection.